# Križovany nad Dudváhom
Križovany nad Dudváhom, do roku 1948 Kerestúr (maďarsky Keresztúr nebo také Vágkeresztúr) jsou obec na Slovensku v okrese Trnava. Obec leží 6 km jihovýchodně od Trnavy. První písemná zmínka o obci sahá do roku 1296. V letech 1975 až 1990 byly Križovany nad Dudváhom sloučeny s obcemi  Opoj a Vlčkovce do obce Dudváh.
V obci je římskokatolický kostel Povýšení sv. Kříže z roku 1937 a k němu přilehlá rotunda. V obci je zřízený i obecní sportovní klub OŠK Križovany nad Dudváhom hrající 5. ligu.
Přes obec vedla první slovenská koňská železnice, která byla nejprve postavená pro parní provoz a dnes její část využívá Železniční trať Trnava–Sereď spojující Trnavu a Sereď.
- 27. září 1840 - začátek "koněspřežné" dráhy - koňská železnice mezi Bratislavou a Svätým Jurem (15,5 km), první železnice na Slovensku a v celém Uhersku
- 1. listopad 1846 - prodloužení koňské železnice do Seredě (63,5 km), výstavba 1839 - 1846)
- 1872 - trať zavřena
- 1. květen 1873 - provoz do Trnavy v podobě parní železnice

## Rotunda sv. Kříže

### Historie
Rotunda byla postavena někdy v první polovině 13. století. Patrocinium sv. Kříže dalo jméno i celé obci, které sloužilo jako farní kostel.
Během Tökölyho povstání v letech 1678-1687 rotundu obsadili a přeměnili ji na stáje pro koně. V období baroka v letech 1760 až 1780 byla rotunda začleněna k novému kostelu jako jeho přesbytář. Jednalo se o jednolodní stavbu se západní věží a dvěma postranními kaplemi vytvářející transept. Nová stavba byla propojená s rotundou zbouráním zdiva na západní straně. V lodi rotundy byly vytvořeny dvě barokní okna a středověké prvky - okna a vlys - byly zazděny. Stejně tak vítězný oblouk, jelikož z původní svatyně se stala sakristie. V této době bylo i upraveno zasvěcení kostela.
V roce 1937 byl barokní kostel zbourán, aby uvolnil místo pro větší. Původně s ním měla být zbourána i rotunda. Až na zásah Štátného referátu na ochranu památek na Slovensku k tomu nedošlo. Románskou rotundu tak začlenili do nové trojlodní stavby jako boční kapli. Při té příležitosti byla i obnovena. Roku 1967 se začal umělecko-historický výzkum, po kterém byly odkryté původní středověké prvky. V roce 2000 byla opravena dřevěná střecha.

### Zajímavosti
- Rotunda představuje zajímavý příklad postupného pronikání gotických prvků do románského slohu. Celková dispozice je ještě románská, loď je však už zaklenutá šestidílnou žebrovou klenbou s kruhovým svorníkem uprostřed. Apsida je zaklenutá tradiční konchou.
- O datování stavby se vedly diskuze, jako doba vzniku se udávalo 12. století, někdy i 11. Výzkum však potvrdil, že žebrová klenba v lodi je původní.
- V apsidě na severní straně sloužící jako pastoforium byl v roce 1967 objevený černý letopočet 1246 napsaný arabskými číslicemi.
- Rotunda patří mezi menší stavby svého druhu, s průměrem lodě 540 cm a apsidy 340 cm.
- Fasáda lodě i apsidy je pod střechou zdobená tzv. stříškovým vlysem z cihel.
- Loď rotundy byla osvětlena dvěma štěrbinovými okny po stranách jižního portálu (dnes zazděné), na apsidě se jižní a východní okno dochovalo.
- V lodi jsou dvě románské sedilie se středním sloupkem.

### Současný stav
Kostel patří místní farnosti. Rotunda je v dobrém stavu. V poměrně nedávné době byly okolo kostela vysázeny smrky, které zakryly výhled na rotundu, především z východní strany.

## Významné osobnosti
- Igor Bališ, bývalý fotbalový reprezentant
- Anton Bernadič, herec, dramatik, režisér
- Gejza Dusík, hudební skladatel
- Ivan Ferák, patolog, sportovní plavec, olympionik
- Jozef Halada, střelec a radiotelegrafista 311. československé bombardovací perutě, padlý v druhé světové válce
- Jozef Šturdík, malíř a ilustrátor, národní umělec